# Grotte de Sireyjol
La grotte de Sireyjol ou grotte de Siréjol se situe sur la commune de Gignac (Lot)
Découvert en 1956-1957, ce site est devenu un site référence pour les spécialistes des faunes fossiles.

## Description
Ce gisement comporte trois sites distincts : 
- des sépultures datant de 500 ans av. J.-C.,
- des ossements vieux de 5 000 ans,
- un éboulis vieux de quelque 30 000 ans où les scientifiques de l'Université de Lyon ont découvert des squelettes presque complets d'un tout petit cheval, de deux espèces de bison et d'un renne, une très grande variété de microfaune et aussi, chose exceptionnelle, les restes de plusieurs orvets.

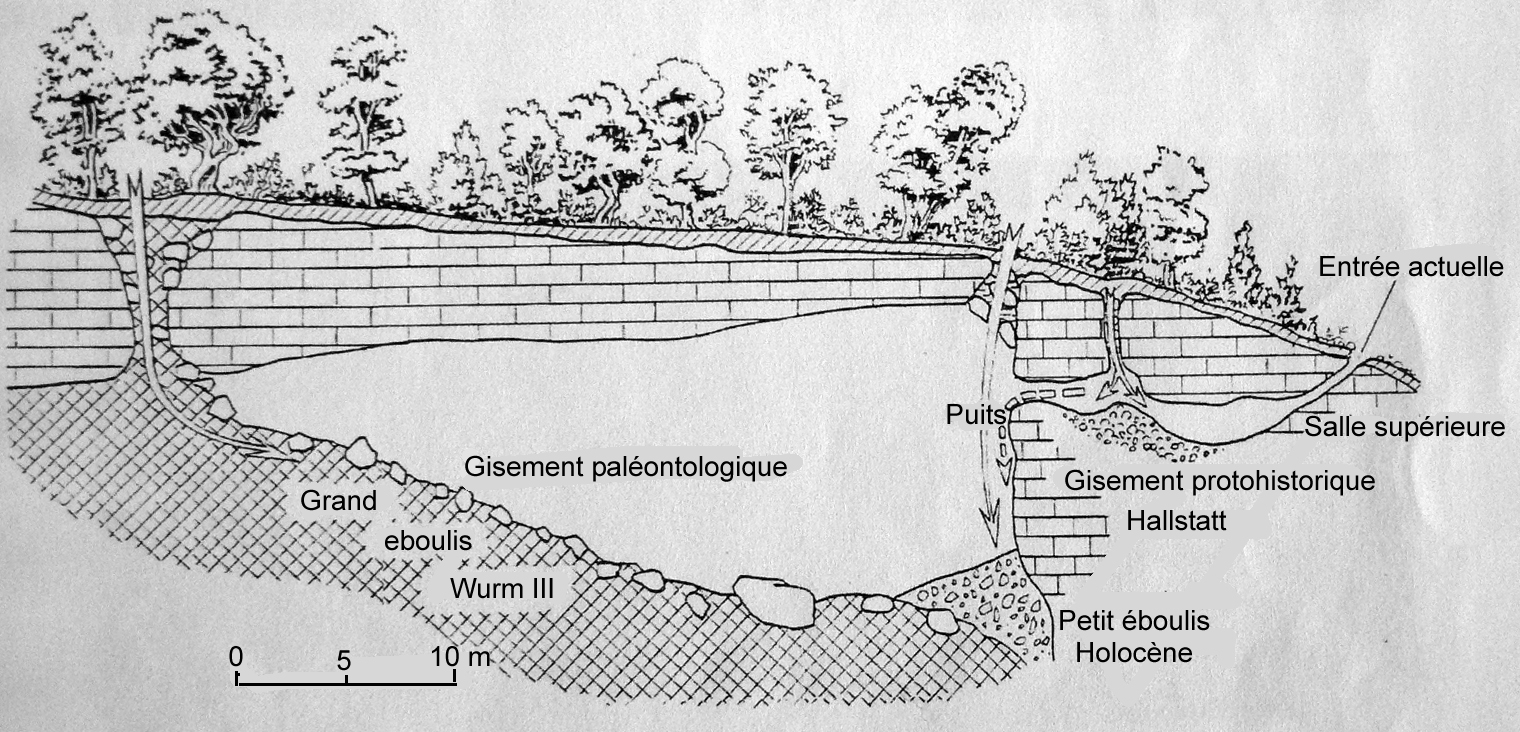
Profil de la Grotte de Sireyjol

Les fossiles découverts dans le grand éboulis sont caractéristiques d'un climat tempéré, plus humide que le climat actuel, et d'un couvert forestier dense : grands mammifères (bisons, rennes), oiseaux (chocard à bec jaune), batraciens.
Le gisement de Siréjol a livré des restes d’Equus gallicus peu abondants mais remarquablement conservés,. Les datations au carbone 14 lui donnent un âge compris entre 29 100 et 31 500 ans.
L'abondance des squelettes en fait un site de référence pour les spécialistes des faunes fossiles.
On a également retrouvé des charbons de bois (chêne), des tessons de vases dont une coupe à décor graphité, une urne à décor digité, une écuelle du Premier Âge du Fer (datation LY 928 = 2490 BP+ ou - 130), des tessons à cordons incisés, un bois de cerf, trois crânes humains dont l'un avec des lésions pathologiques.
En 1983, à la fin des travaux de recherches, trois nouveaux crânes furent découverts, ainsi que des poteries (co-inhumation de chiens et d'hommes).

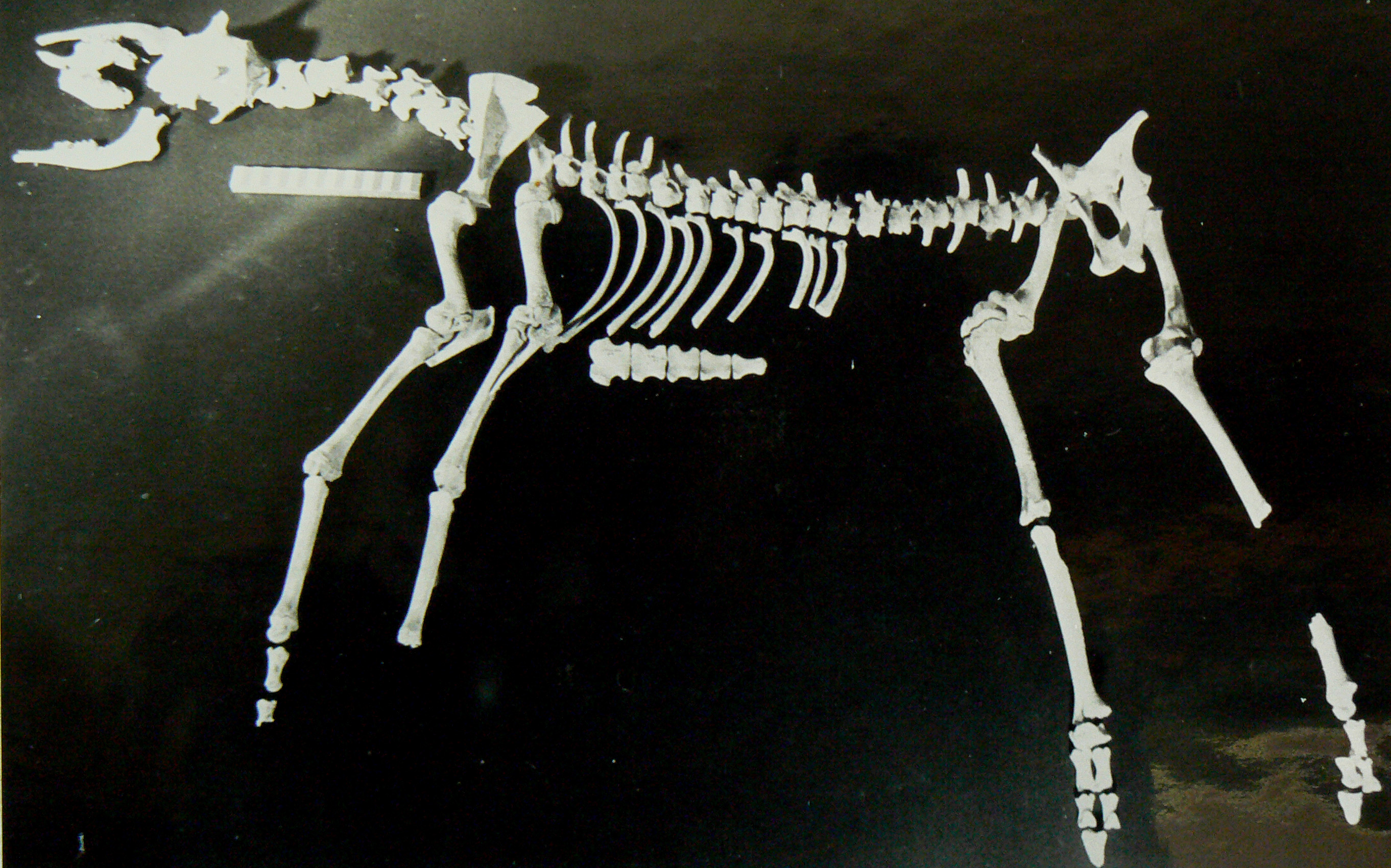
Squelette complet du renne découvert en 1975 (30 000 ans)
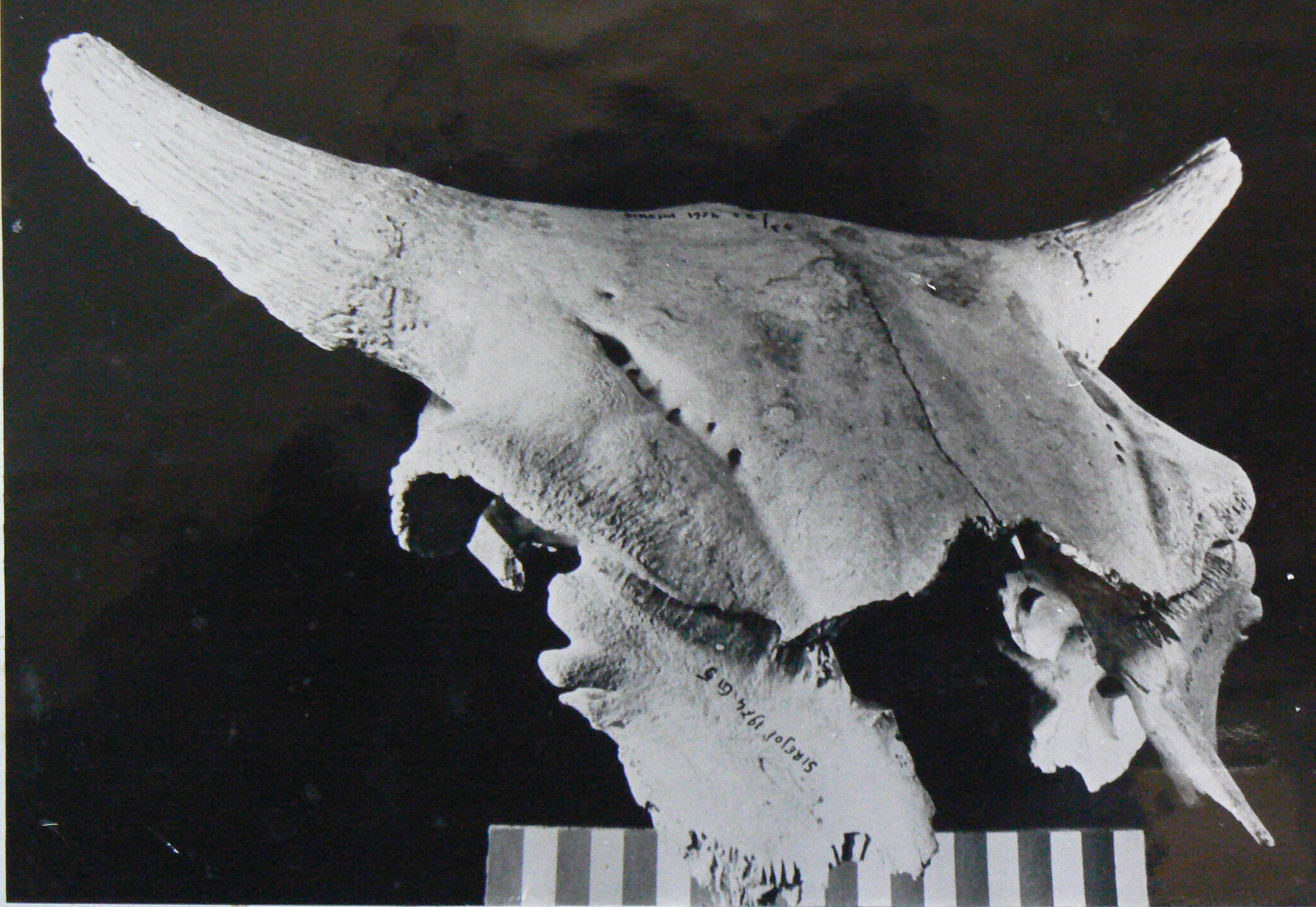
Boîte crânienne de bison (environ 30 000 ans)

## Risques, protection
La grotte était dans le périmètre de prospection du « permis de Brive » visant le gaz de schiste, déposé en 2010, et qui touche les départements du Lot, de la Corrèze et de la Dordogne. Ce type de recherche est proscrit en France depuis le 20 juillet 2012, décision validée par le Conseil constitutionnel dans sa décision du 11 octobre 2013 l'interdiction de l'exploitation des gaz de schiste par fracturation hydraulique.
Cette grotte est fermée au public.